# Aeroporto Internacional de Chengdu Shuangliu
O Aeroporto Internacional de Chengdu Shuangliu é o maior aeroporto de Chengdu, Sujuão, China. Está localizado no norte do Condado de Shuangliu, aproximadamente 16 km a sudeste do centro de Chengdu.
Em 2009, foi o aeroporto mais movimentado do Oeste da China e o 6º aeroporto mais movimentado do país em termos de número de passageiros, com 22.637.762 passageiros movimentados. O Shuangliu Airport foi também o 6º mais movimentado em tráfego de cargas e o 6º em movimento de aeronaves em 2009.
Em 12 de maio de 2008 o aeroporto foi temporariamente desativado, após sofrer alguns danos do grande terremoto de Sujuão em 2008, mas foi rapidamente reaberto no dia seguinte após inspeção da pista. A operação contínua do aeroporto teve um papel crucial na facilitação dos trabalhos de resgate após o terremoto.
Há ainda um grande plano para construir um segundo aeroporto no Condado de Jintang com cinco pistas. Após a construção, será necessário menos de 30 minutos para viajar de Jintang para o centro de Chengdu.

## Visão Geral

### História
O aeroporto, antigamente chamado de Aeroporto Shuangguisi, foi inaugurado em 1938 como uma base aérea militar, de acordo com a qual ele operou na segunda Guerra Sino-Japonesa e durante a Segunda Guerra Mundial. Naquela época, ele tinha uma superfície disponível apenas para pequenos aviões bimotores decolarem e pousarem.
Durante a Segunda Guerra Mundial, o aeroporto era conhecido como Base Aérea de Shwangliu (Shaungliu) e foi usado pelo 14º Batalhão das Forças Armadas Aéreas dos Estados Unidos como parte da campanha defensiva da China(1942–1945).  Ele foi usado como uma base de voo para a 33ª Brigada Aérea, que voou em bombardeiros P-47 Thunderbolt a partir do aeroporto em 1944 para apoiar as forças do Exército chinês, e também para reconhecimento de unidades de P-38 Lightning que operavam com câmeras as quais localizavam as forças Japonesas e provinha Inteligência para os bombardeiros. Os americanos fecharam suas instalações na Base Aérea de Shwangliu Airfield no fim de agosto de 1945.
Em 12 de dezembro de 1956, o Aeroporto de Shuangguisi foi transferido para a aviação civil, passando a ser listado formalmente como Aeroporto de Aviação Civil e foi renomeado para Aeroporto de Chengdu Shuangliu. Em 1957, os voos da aviação civil de Chengdu foram transferidos do Aeroporto de Guanghan para o Aeroporto de Shuangliu Airport. Vários voos foram então abertos ligando Chengdu a várias cidades da China, incluindo Pequim, Taiyuan, Xi An, Chongqing, Kunming, Guiyang, Nanchong, etc. O aeroporto já passou por várias expansões em 1959, 1967, 1983, 1991, respectivamente.

### Estado Atual
Uma expansão de larga escala ocorreu nas áreas de voo e navegação de 1994 a 2001. A pista de pousos e decolagens foi ampliada para  3.600m com classificação 4E, que permitiu que aviões maiores, como o Boeing 747-400, pudessem utilizar o aeroporto. O moderno terminal foi incorporado com um design de três pórticos paralelos, acomodando uma capacidade de 3.500 passageiros em horas de grandes movimentos, enquanto o antigo terminal de passageiros só tinha voos regionais entre Sujuão e Xunquim.
O Aeroporto é agora um aeroporto civil internacional, com voos para mais de 20 destinos internacionais e muitos aeroportos domésticos, além de ser um hub para  United Eagle Airlines, Air China e Sichuan Airlines.Ele é conectado ao centro de Chengdu por uma via expressa.
A construção de sua segunda pista foi iniciada no fim de 2008 e teve a sua inauguração em dezembro de 2009. A pista de pouso completamente nova, com 3.600 m de comprimento e 60 m de largura, fez com que a classificação do aeroporto evoluísse de 4E para 4F, capaz de receber pousos de Airbus A380.
O novo terminal 2 teve sua construção iniciada em junho de 2009 e tem previsão de ser inaugurada em 2011. O novo terminal tem o dobro do tamanho do atual, o que permitirá ao aeroporto ter uma capacidade de até 35 milhões de passageiros por ano.

## Companhias e Destinos
Voos de e para Hong Kong, Macau e Taiwan são considerados internacionais..
| Companhias                 | Destinos |
| -------------------------- | --- |
| AirAsia X                  | Kuala Lumpur |
| Air China                  | Bangalore, Beijing-Capital, Changchun, Changsha, Changzhi, Dalian, Daxian, Fuzhou, Guangzhou, Guilin, Guiyang, Hangzhou, Harbin, Hefei, Hohhot, Hong Kong, Jiuzhaigou, Karachi, Kathmandu, Kunming, Lanzhou, Lhasa, Lijiang, Luxi, Nagoya-Centrair, Nanchang, Nanjing, Nanning, Nyingchi, Osaka-Kansai, Panzhihua, Qingdao, Sanya, Shanghai-Pudong, Shenyang, Shenzhen, Singapore, Seoul-Incheon, Tianjin, Tokyo-Narita, Urumqi, Taipei-Taoyuan, Wuhan, Wuxi, Wenzhou, Xiamen, Xi'an, Xichang, Xining, Xishuangbanna, Yinchuan, Zhangjaijie, Zhengzhou |
| Air Macau                  | Macau |
| Asiana Airlines            | Seoul-Incheon |
| China Airlines             | Taipei-Taoyuan |
| China Eastern Airlines     | Hangzhou, Hefei, Jiuzhaigou, Jinan, Jinghong, Kangding, Kunming, Lanzhou, Lijiang, Nanchang, Nanjing, Ningbo, Seoul-Incheon, Shanghai-Pudong, Shijiazhuag, Taiyuan, Qingdao, Wenzhou, Wuhan, Wuxi, Xi'an, Yinchuan, Yulin |
| China Southern Airlines    | Baotou, Beijing-Capital, Changchun, Changsha, Dalian, Daqing, Guangzhou, Guilin, Guiyang, Harbin, Jiuzhaigou, Shantou, Shenyang, Shenzhen, Urumqi, Wuhan, Xi'an, Xichang, Yantai, Zhengzhou, Zhuhai |
| China United Airlines      | Beijing-Nanyuan |
| Deer Air                   | Guangzhou, Sanya, Lijiang |
| Dragonair                  | Hong Kong |
| Hainan Airlines            | Beijing-Capital, Changsha, Haikou, Jiuzhaigou, Ningbo, Shenzhen, Urumqi, Xi'an |
| Juneyao Airlines           | Shanghai-Pudong, Shanghai-Hongqiao |
| KLM                        | Amsterdam |
| Lucky Air                  | Kunming, Tianjin |
| Okay Airways               | Tianjin |
| Shandong Airlines          | Jinan, Qingdao |
| Shanghai Airlines          | Shanghai-Pudong, Shanghai-Hongqiao |
| Shenzhen Airlines          | Guangzhou, Guiyang, Kunming, Nanning, Shenzhen, Wuxi |
| Sichuan Airlines           | Beijing-Capital, Changchun, Changsha, Dalian, Fuzhou, Guangzhou, Guilin, Guiyang, Haikou, Hangzhou, Harbin, Hefei, Hohhot, Jinan, Jiuzhaigou, Kunming, Lanzhou, Lhasa, Lijiang, Nanchang, Nanjing, Nanning, Nantong, Ningbo, Panzhihua, Qingdao, Sanya, Shanghai-Pudong, Shenzhen, Shenyang, Shijiazhuang, Taipei-Songshan, Taiyuan, Tianjin, Urumqi, Wenzhou, Wuhan, Wuxi, Xiamen, Xi'an, Xichang, Xining, Xuzhou, Yichang, Yinchuan, Zhangjiajie, Zhengzhou                                                                                          |
| SilkAir                    | Singapore |
| Thai Airways International | Bangkok-Suvarnabhumi |
| TransAsia Airways          | Taipei-Taoyuan |
| United Eagle Airlines      | Beihai, Changsha, Dalian, Guangzhou, Guilin, Hangzhou, Jinan, Kunming, Lijiang, Liuzhou, Nanjing, Nanning, Ningbo, Sanya, Shenzhen, Shijiazhuang, Wenzhou |
| Xiamen Airlines            | Changsha, Fuzhou, Hangzhou, Jinjiang, Wuhan, Xiamen |

### Carga
| Companhias               | Destinos                            |
| ------------------------ | ----------------------------------- |
| Jade Cargo International | Amsterdam, Dubai, Hong Kong, Vienna |